# Bernier and Dorre Island Nature Reserve
Das Bernier and Dorre Islands Nature Reserve wird von einigen unbewohnten Inseln vor Western Australia gebildet. Hauptinseln des Naturreservates sind Bernier Island und Dorre Island.

## Geographie
Man geht davon aus, dass sich beide Inseln vor etwa 8000 Jahren aufgrund der Senkung des Meeresspiegels und fortschreitender Erosion vom Festland lösten. Heute befinden sich Bernier und Dorre Island in der Shark Bay, ein zum UNESCO-Welterbe gehörendes Naturreservat. Sie liegen etwa 50 bis 60 km vom australischen Festland entfernt. Beide sind von bis zu 45 Metern hohen Kliffs umgebene schmale, mit Kalkstein versehene Landstreifen. Dorre Island ist mit 53 km² etwas größer als Bernier Island (44 km²).

## Geschichte
Zum ersten Mal wurden die Inseln Anfang des 17. Jahrhunderts vom niederländischen Seefahrer Dirk Hartog entdeckt. Dessen Landsmann Willem de Vlamingh gab 1696 der Dorre Island ihren Namen (Dorre = niederländisch für trocken). Wenig später wurden die Inseln auch im Reisebericht von William Dampier erwähnt. Auch stammen einige der von Dampier gesammelten australischen Pflanzen von der Dorre und der Bernier Island. Im Jahr 1801 besuchte der französische Astronom Pierre-François Bernier die nach ihm benannte Insel. Bernier berichtet, dass die Insel unter anderem wegen Süsswassermangel nicht geeignet für eine Besiedlung wäre. Auch im Reisebericht von George Edward Grey (1839) und den Tagebüchern von Julius Brockman (1860) werden beide Inseln erwähnt.

## Jüngere Geschichte
Anfang des 20. Jahrhunderts entstanden Kliniken auf den Inseln. Darin wurden teils experimentell Geschlechtskrankheiten behandelt. Patienten waren ausschließlich Aborigines vom Festland. Die Ureinwohner Australiens wurden dabei getrennt, die Frauen kamen nach Dorre, die Männer auf die Bernier Island. Dutzende Aborigines überstanden die Behandlungen nicht und wurden auf den Inseln begraben.

## Naturreservat

### Fauna

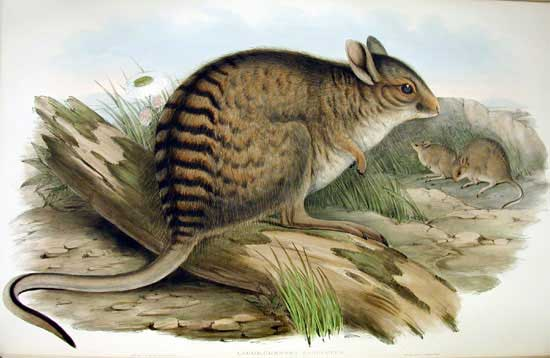
Gebändertes Hasenkänguru (Lagostrophus fasciatus), Illustration nach Gould

Beide Inseln sind Heimat von Beutel- und anderen Säugetieren, die laut IUCN vom Aussterben bedroht sind und teilweise nicht mehr auf dem Festland, sondern nur noch auf Bernier und Dorre Island vorkommen. In der Tabelle sind diese Tiere aufgelistet.
| Lateinischer Name      | Deutscher Name            | Englischer Name          |
| ---------------------- | ------------------------- | ------------------------ |
| Lagostrophus fasciatus | Gebändertes Hasenkänguru  | Banded Hare-Wallaby      |
| Perameles bougainville | Streifen-Langnasenbeutler | Western Barred Bandicoot |
| Lagorchestes hirsutus  | Zottel-Hasenkänguru       | Rufous Hare Wallaby      |
| Bettongia lesueur      | Bürstenkänguru            | Burrowing Bettong        |
| Pseudomys fieldi       | Shark-Bay-Maus            | Shark Bay Mouse          |

### Rettungsversuche
Beide Inseln waren nie dauerhaft besiedelt. Schafzucht wurde mehrmals betrieben, setzte sich aufgrund der mageren Begrasung der Inseln jedoch nicht durch. Für die Fauna der Inseln waren die für eine Landwirtschaft widrigen Bedingungen jedoch ein wichtiger Überlebensgrund. Ohne menschliche Besiedlungen und dauerhaften Schiffsverkehr zum Festland erreichten auch keine aus Europa eingeschleppten Arten die Dorre und Bernier Island. Jedoch war und ist die Tierwelt trotzdem bedroht, zum Beispiel durch Buschfeuer. Bereits Julius Brockman schrieb über vernichtende Buschfeuer auf Dorre Island. 1908 und 1973 wiederholten sich solche Feuer, die einen Großteil der Tierpopulation auslöschte. Auch wurde von Chlamydien-Infektionen berichtet, von denen einige der Gebänderten Hasenkängurus betroffen waren. Aufgrund dieser Tatsachen entschloss man sich, die Tiere an anderen Orten wieder anzusiedeln. Erste Versuche auf der Dirk Hartog Island scheiterten in den 70er Jahren. Seit den 90er Jahren konnten einige Arten erfolgreich im Gebiet der Shark Bay angesiedelt werden, so zum Beispiel auf der Heirisson Prong Halbinsel, im François-Péron-Nationalpark und auf Faure Island.

## Tourismus
Für Bernier Island kann man eine eintägige Besuchserlaubnis erwerben. Der Zugang zu Dorre Island ist verboten. Zwischen den Inseln und Carnarvon befinden sich zahlreiche Tauchgebiete.